# 요하네스 볼레비우스

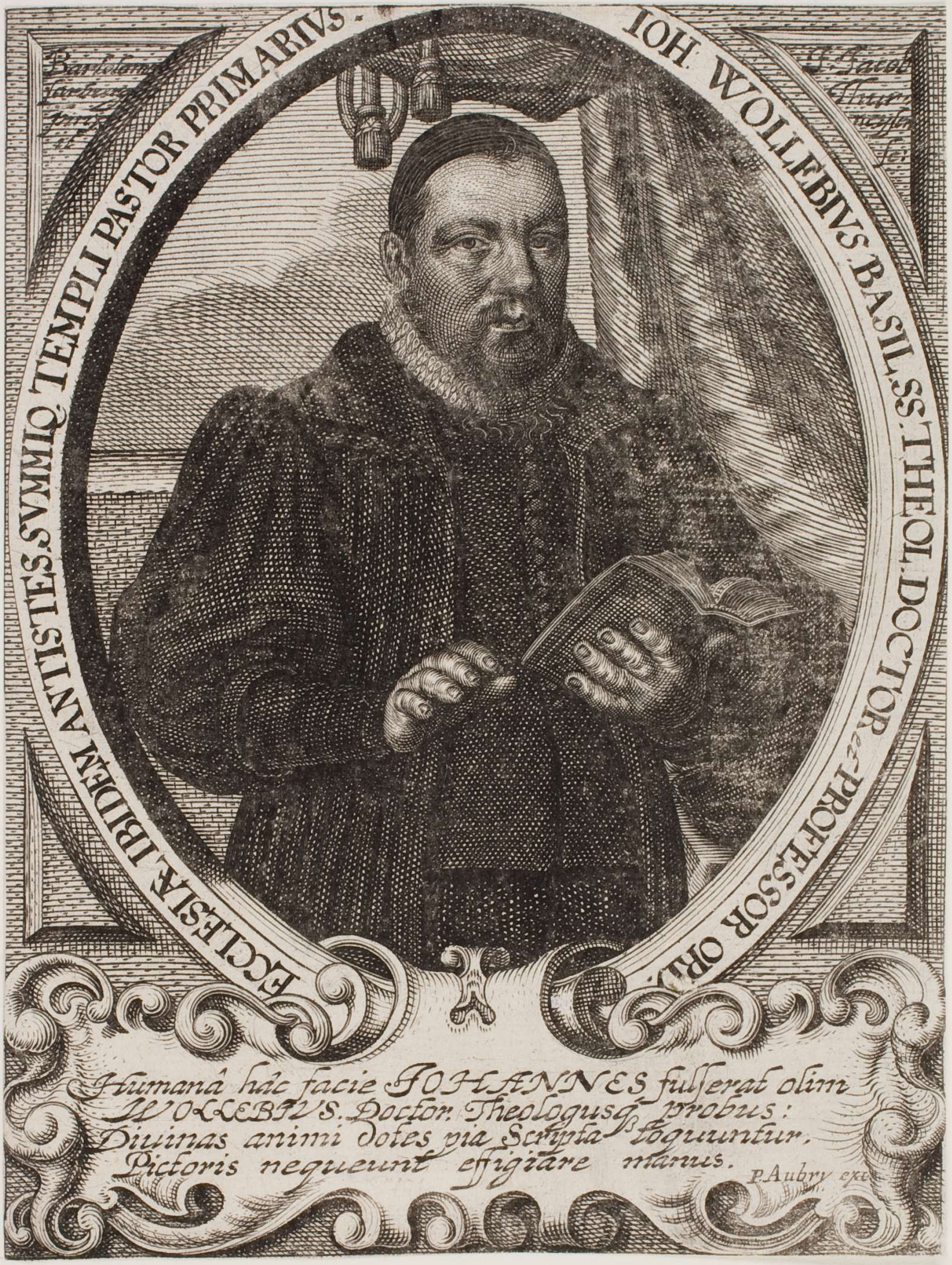
요하네스 볼레비우스

요하네스 볼레비우스(Johannes Wollebius ; 1589년 - 1629년) 은 스위스의 프로테스탄트 신학자이다.
아만두스 폴라누스의 제자로 개혁주의의 스콜라주의 전통을 쫓았고, 종교개혁의 전통을 따랐다.
그는 웨스트민스터 소요리문답과 웨스트민스터 대요리문답에 영향을 주었다.
그의 저서와 윌리엄 에임스의 신학의 정수, 프란시스 튜레틴의 작품이 18세기에 교과서로 쓰였다.

## 생애
바젤의 신학자 볼레비우스는 21살인 1607년에 안수 받고, 1618년에 바젤 성당의 설교자가 된다.
그는 교리를 강조하는 개혁주의를 따른다.
| “ | 이 증거는 이중적이다. 원칙적이며 사역적이다. 원칙적이라 함은 성경자체 안에 성령이 있다는 강한 증거이고, 신자의 마음과 지성안에 성령이 말함을 통해 조명하고, 성경의 신성을 신자에게 설득하는 것이다. 사역적 증거는 교회의 증거이다. | ” |

## 저서
- Christian tehologia compedium